# Gare de La Pomme
Gare de La Pomme – przystanek kolejowy w Marsylii, w dzielnicy La Pomme, w departamencie Delta Rodanu, w regionie Prowansja-Alpy-Lazurowe Wybrzeże, we Francji.
Został otwarty w 1858 r. przez Compagnie des chemins de fer de Paris à Lyon et à la Méditerranée (PLM). Jest przystankiem kolejowy Société nationale des chemins de fer français (SNCF), obsługiwanym przez pociągi TER Provence-Alpes-Côte d’Azur.